# Gomphocarpus rivularis
Gomphocarpus rivularis är en oleanderväxtart som beskrevs av Rudolf Schlechter. Gomphocarpus rivularis ingår i släktet Gomphocarpus och familjen oleanderväxter. Inga underarter finns listade i Catalogue of Life.